# Inter arma caritas
Inter arma caritas is een hoorspel van Will Barnard, geschreven ter gelegenheid van het honderdjarig bestaan van het Nederlandse Rode Kruis. De NCRV zond het uit op maandag 27 februari 1967. De regisseur was Wim Paauw. De uitzending duurde 25 minuten.

## Rolbezetting
- Han König (man)
- Eva Janssen (vrouw)
- Donald de Marcas (nieuwslezer)
- Hans Veerman (generaal)
- Cees van Ooyen (adjudant)
- Frans Somers (arts)
- Peronne Hosang (verpleegster)
- Paul Deen (stem)

## Inhoud
Met Inter arma caritas (Barmhartigheid te midden van de wapenen) heeft de auteur geen historisch overzicht heeft willen geven of een ode willen schrijven op het voortreffelijke werk van het Rode Kruis, maar in een kort sterk hoorspel heeft hij willen appelleren aan onze verantwoordelijkheid voor de medemens waar ter wereld ook, in oorlogstijd en in vredestijd. Hij stelde daarbij de tekst van het Mattheus-evangelie, hoofdstuk 25, centraal: “Voorwaar, ik zeg u: al wat gij gedaan hebt voor één dezer geringsten van mijn broeders, hebt gij voor mij gedaan.” Qua inhoud en vorm is het een boeiend hoorspel en het is een goede vondst van de auteur geweest zijn spel te laten beluisteren door een man en een vrouw die er hun commentaar op geven.